# Pleolipoviridae
Pleolipoviridae es una familia de virus de ADN que infectan arqueas. Contiene tres géneros.

## Descripción
Los viriones tienen una cápside esférica de 40-45 nm y una envoltura lípidica de aproximadamente 4,2 nm de espesor. Adicionalmente pueden contener carbohidratos en forma de glicolípidos. Los genomas son de ADN monocatenario de 7-16 kilobases y tienen 5-7 ORF. Los genomas son circulares con una secuencia de 3,890 nucleótidos. Codifican una proteína (rep) que asegura una replicación en círculo rodante y otros dos tipos de proteínas estructurales. La replicación se produce por infección crónica sin ciclo lítico.
Los miembros de esta familia comparten poca similitud en la secuencia de nucleótidos. Por otra parte análisis filogenéticos basados en la secuencia de aminoácidos confirman la relación entre estos virus y se pueden dividir en tres géneros.
En la taxonomía viral conforma su propio reino Trapavirae dentro el dominio Monodnaviria.

## Taxonomía
Se han descrito los siguientes géneros:
- Alphapleolipovirus
- Betapleolipovirus
- Gamapleolipovirus